# NGC 4213
NGC 4213 est une vaste galaxie elliptique située dans la constellation de la Chevelure de Bérénice. NGC 4213 a été découverte par l'astronome germano-britannique William Herschel en 1785.

## Caractéristiques
Sa vitesse par rapport au fond diffus cosmologique est de 7 005 ± 21 km/s, ce qui correspond à une distance de Hubble de 103,3 ± 7,2 Mpc (∼337 millions d'al).
À ce jour, deux mesures non basées sur le décalage vers le rouge (redshift) donnent une distance de 105,500 ± 0,707 Mpc (∼344 millions d'al), ce qui est à l'intérieur des valeurs de la distance de Hubble.